# Crystal Serenity
Crystal Serenity là du thuyền thuộc sở hữu của hãng du thuyền Crystal Cruises. Crystal Serenity được đóng vào năm 2003 bởi STX Europe tại Saint-Nazaire, Pháp. Crystal Serenity cùng với Crystal Symphony là những du thuyền hạng sang của Crystal Cruises sản xuất để cung cấp những chuyến đi xa xỉ cho khách du lịch khắp nơi trên thế giới.